# 笑福亭里光
笑福亭 里光（しょうふくてい りこう、1973年11月18日 - ）は兵庫県西宮市出身の落語家。上方噺家に属するが、東京で活動する。本名∶堀 景太郎。落語芸術協会真打。
高座名を「りこ」と、松鶴一門における上方での本来の呼び方としている書物もある。落語芸術協会の若手真打4名で結成しているユニット「ヨセゲー」のメンバー。他のメンバーは春風亭傳枝、三遊亭遊喜、柳亭芝楽。

## 来歴
- 1998年
  - 3月∶日本大学文理学部社会学科卒業。
  - 6月∶笑福亭鶴光に入門。鶴光の東京における一番弟子となった。
- 2002年7月∶二つ目昇進。
- 2012年5月∶4代目春風亭愛橋、11代目柳亭芝楽、春風亭柳城、瀧川鯉橋とともに真打昇進。